# Zentral-Karakorum-Nationalpark
Der Zentral-Karakorum-Nationalpark liegt im Karakorum-Gebirge in der Provinz Gilgit-Baltistan in Pakistan. Er erstreckt sich innerhalb der Provinz über die Distrikte Skardu, Gilgit und Ghanche auf einer Gesamtfläche von 10.000 km². Damit ist er der größte Nationalparks des Landes. Der Park wurde im Jahr 1993 gegründet. Der Nationalpark zeichnet sich durch eine hohe Konzentration an extrem hohen Gipfeln aus. Er besitzt insgesamt sechzig 7000er Gipfel und vier der 14 Achttausender. Der höchste Punkt des Nationalparks ist der K2, der zugleich der zweithöchste Berg der Erde ist. Im Nordwesten grenzt der Nationalpark an den Khunjerab-Nationalpark an.

## Vegetation und Tierwelt
Große Teile des Parkgebietes sind durch alpine Matten und Felsen gekennzeichnet, sie sind vergletschert oder sie liegen oberhalb der Vegetationszone. Gehölze sind durch trockene Bergnadel- und Berglaubwälder, subalpine und nördliche Trockenbuschformationen repräsentiert.
Zur Großtierfauna zählen Schraubenziegen, Asiatische Steinböcke, Ladakh-Uriale, Moschustiere, Schneeleoparden, Braunbären, Wölfe, Rotfüchse und Nordluchse. Erwähnenswert unter den Vögeln sind Zwergadler und Königshühner.

## Besiedlung
Im Nationalpark befinden sich etwa 350 Siedlungen, die von insgesamt etwa 211.000 Menschen bewohnt sind.